# Chiesa di San Tommaso Apostolo (Durazzanino)
La chiesa di San Tommaso Apostolo in Durazzanino è la chiesa parrocchiale della frazione Durazzanino. 

## Storia
Le prime notizie di una chiesa situata in questa frazione risalgono al 1564. La zona si trova alla propaggine estrema della città di Forlì (la provincia attualmente finisce poco oltre), poco prima della frazione Coccolia (che appartiene a Ravenna). A Coccolia esisteva un luogo di culto dedicato alla Madonna, che ora è la chiesa dell'Immacolata Concezione. La via Ravegnana è da sempre una via ad alta percorrenza e questo territorio è a vocazione agricola. 
Nel 1756 il parroco Giovanni Scrittori la fa ricostruire dalle fondamenta ed è in questo periodo che la chiesa assume l'aspetto attuale. Il 15 aprile 1814, Papa Poi VII percorre la Ravegnana e viene festeggiato con grande entusiasmo dalla gente della parrocchia.
Altri restauri si rendono necessari nel periodo in cui è parroco don Livio Lega (1872-1915) che redige anche un resoconto dettagliato riguardo alla propria chiesa indirizzato al vescovo.
Con i bombardamenti del 1944 la chiesa subisce danni che saranno sanati poi nel dopoguerra.

## Descrizione

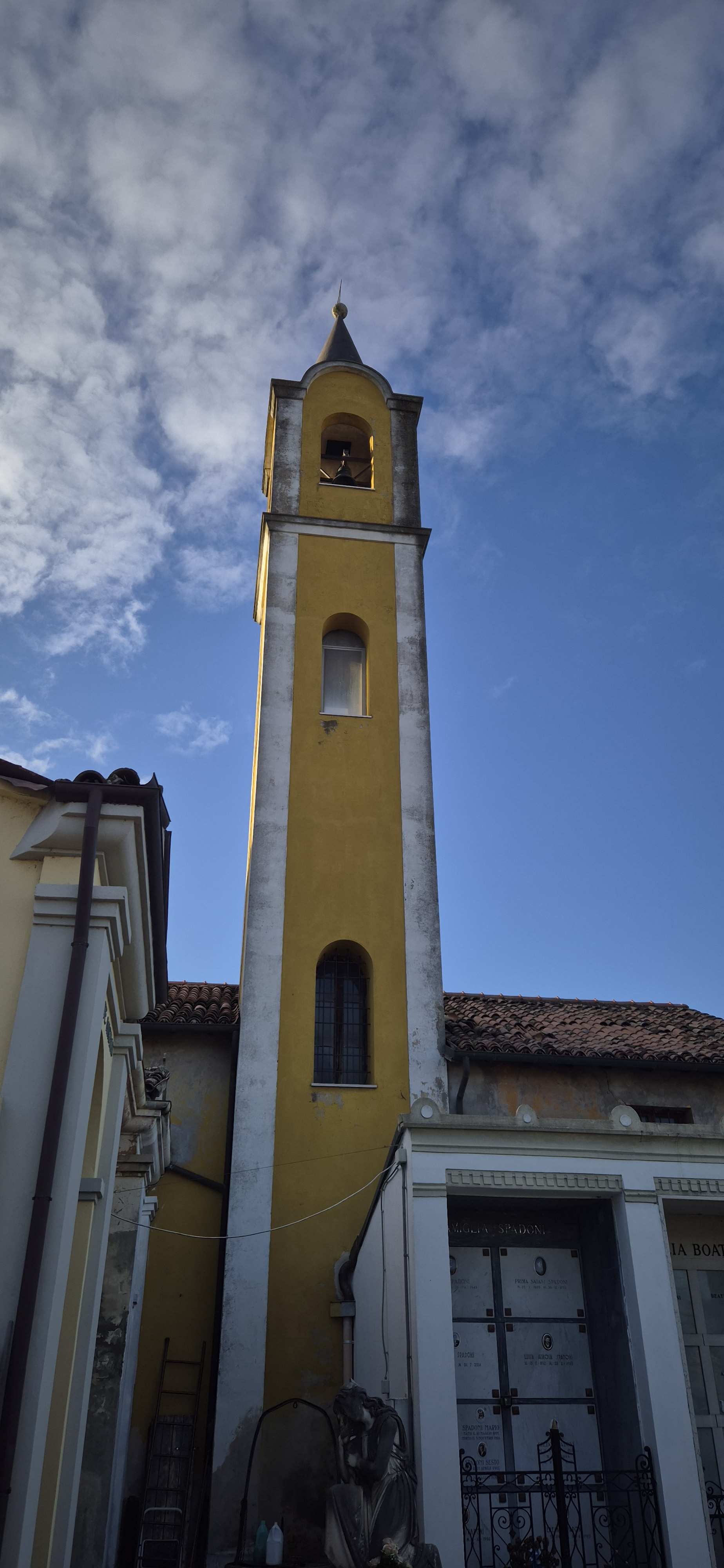
campanile

La chiesa presenta una facciata articolata intorno a una finestra ovoidale con un doppio marcapiano che arriva a livello dei muri perimetrali e un fastigio elaborato che copre il tetto e dà un effetto di slancio elaborato in forme Rococò. L'intonaco presenta una marcata bicromia giallo bianca che è prodotto degli ultimi restauri.
La chiesa presenta anche un campanile, collocato sul retro, inserito all'interno del corpo dell'edificio e anch'esso caratterizzato dalla bicromia bianco-gialla dell'intonaco. Su ogni lato sono presenti tre grandi monofore e il campanile termina con una guglia conica.
Oltre al corpo principale della chiesa, lungo 15 metri, largo 6 e alto 11, la chiesa ha un prolungamento a destra della facciata, la cappella di Sant'Agata costruita nel 1840. 
La chiesa ha tre altari: il maggiore dedicato a San Tommaso, quello del Crocifisso a destra e quello della Beata Vergine a sinistra.